# 2347 Vinata
2347 Vinata è un asteroide della fascia principale. Scoperto nel 1936, presenta un'orbita caratterizzata da un semiasse maggiore pari a 3,0932995 UA e da un'eccentricità di 0,2091090, inclinata di 13,07581° rispetto all'eclittica.